# セマウル運動テーマ公園
セマウル運動テーマ公園（セマウルうんどうテーマこうえん、韓国語:새마을 운동 테마 공원）は大韓民国慶尚北道亀尾市上毛洞にある公園である。

## 概要
以前よりあった朴正煕元大統領の生家、追慕館の周辺に、亀尾市と慶尚北道により、展示館・グローバル館・セマウル広場・セマウルテーマ村などが設けられており、朴正煕元大統領の銅像が設置されている。
座標: 北緯36度05分34秒 東経128度20分58秒 / 北緯36.09267度 東経128.34947度